# 持明院基保
持明院 基保（じみょういん もとやす）は、鎌倉時代前期から中期にかけての公卿。権中納言・持明院保家の長男。官位は正二位・権中納言。

## 経歴
正治元年（1199年）従五位下。その後左近衛少将、美濃守、内蔵頭、右兵衛督等を経て、貞応元年（1222年）に従三位・左兵衛督となり公卿に列せられる。
嘉禄2年（1226年）に正三位、天福元年（1233年）従二位・参議、文暦元年（1234年）に備前権守、嘉禎元年（1235年）に権中納言となるが、翌年に辞している。しかし、暦仁元年（1238年）には正二位に昇っている。
正元元年（1259年）に出家。松殿良嗣の子・保藤が養子となった。

## 系譜
- 父：持明院保家（1167-1210）
- 母：高階泰経の娘
- 妻：不詳
- 養子
  - 男子：持明院保藤（1254-1342） - 松殿良嗣の子